# Sh2-269
Sh2-269 è una nebulosa a emissione visibile nella costellazione di Orione.
Si osserva nella parte orientale della costellazione, a pochi gradi dal confine con l'Unicorno; è individuabile a pochissimi primi dalla stella HD 43112, di magnitudine 5,91, posta a sua volta circa 1° a ESE di ξ Orionis, che essendo di quarta magnitudine è ben visibile anche ad occhio nudo. La sua declinazione non è particolarmente settentrionale e ciò fa sì che sia osservabile agevolmente da entrambi gli emisferi celesti, sebbene gli osservatori dell'emisfero boreale siano leggermente più avvantaggiati; il periodo in cui raggiunge la più alta elevazione sull'orizzonte è compreso fra i mesi di novembre e marzo.
Si tratta di una regione H II situata sul Braccio di Perseo, uno dei bracci di spirale maggiori della Via Lattea, a una distanza di 3800 parsec (12400 anni luce); possiede una massa di idrogeno ionizzato pari a 8700 masse solari ed è attraversata in senso nord-sud da una banda oscura che la divide apparentemente in due parti. La principale responsabile della ionizzazione dei gas della nube è una stella azzurra di sequenza principale di classe spettrale B0.5V posta nella sezione occidentale, cui se ne aggiunge un'altra non visibile otticamente, ma solo agli infrarossi; questa seconda stella è probabilmente di classe O8 o O9.5. La parte occidentale contiene anche un ammasso di un'ottantina di sorgenti infrarosse coincidenti con stelle giovani, fra cui spicca la sorgente IRAS 06117+1350; in aggiunta a queste sono noti tre maser e un oggetto HH, noto come HH 191, che costituiscono evidenti prove del fatto che i fenomeni di formazione stellare sono stati attivi in un periodo astronomicamente molto recente.